# Водотоннажне судно

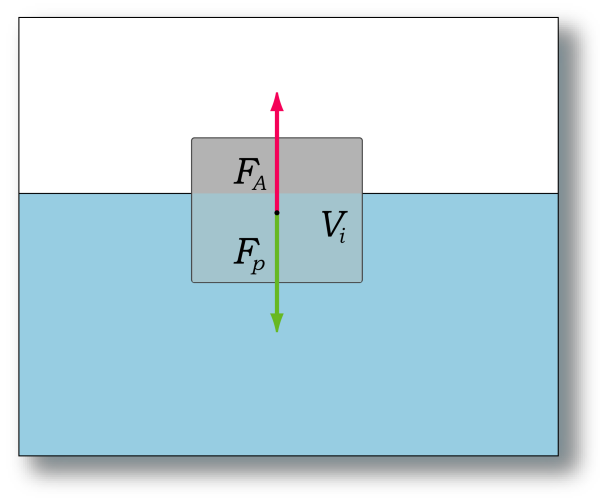
Схема сил ваги і сил підтримання, що діють на частково занурене тіло (судно)

Водотонна́жне судно — термін у теорії корабля, що означає судно (корабель), для якого вся, або більша частина сили підтримання створюється за рахунок виштовхувальної сили води (Архімедових сил), що виникає внаслідок водотоннажності такого судна.
Використовується на противагу до неводотоннажного судна, чи судна з динамічним принципом підтримання, для якого основна частина сил підтримання — це динамічні сили, що виникають на ходу.
Щиро кажучи, тільки нерухоме судно плаває повністю за рахунок Архімедових сил. Будь-яке судно при русі створює динамічні сили підтримки. Але у водотоннажних суден їх частка мала, а часто нехтовно мала. Число Фруда для них завжди менше 1, у типовому випадку 0,2…0,3.
Більшість суден у світі є водотоннажними, оскільки вони у декілька разів економічніші. Приклади суден з динамічними принципами підтримки: глісери, судна на підводних крилах, судна на повітряній подушці, екраноплани.